# 圣乔治-阿尔巴内塞
圣乔治-阿尔巴内塞（義大利語：San Giorgio Albanese）是意大利科森扎省的一个市镇。总面积22平方公里，人口1609人，人口密度73.1人/平方公里（2009年）。ISTAT代码为078118。